# 上原結衣
上原 由衣（うえはら ゆい、1989年10月10日 - ）は、日本のAV女優。新潟県出身。
ティーパワーズに所属していたが、KRONE (クローネ) に移籍と同時に上原 志織に改名し、プロフィールも1989年10月10日生まれ、身長：156cm、スリーサイズ：B82・W58・H82、Cカップから、1990年5月1日生まれ、身長：156cm、スリーサイズ：B86・W59・H87、Dカップと修正。

## 略歴
- 2010年6月に「New Comer」でマックス・エーよりAVデビュー。
  - ほぼ同時期に同姓同名のAV女優がもう一人存在するため作品特定には注意が必要となる。
  - 上記のとおり、2013年より一時上原 志織に改名。2014年1月に引退するが、2017年に復帰が報道された[2]。
  - 引退後は再び上原 結衣に戻し、2018年4月よりツイッターなどメディア活動を再開した[3]。

## 人物
- 趣味：ネイル
- 特技：メイク
- 週刊大衆で女優の新垣結衣のそっくりさんということで登場した。
- デビューのきっかけは事務所HPに自ら応募したこと。あこがれのAV女優だったRioの所属事務所を見つけて応募した[4]。
- デビューするまでライブチャットのバイトはしたことがあるが、AVを見たことは無かったという。
- 初体験は高校一年生の時で付き合っていた一つ上の先輩。彼の実家でだった。
- 経験人数は9人である。
- 琥珀うたと同居しており、「旦那」と呼んでいる。

## 作品

### アダルトビデオ
- New Comer（2010年6月11日 マックス・エー）
- 上原結衣の本気SEX6本番（2010年7月9日 マックス・エー）
- ガ●キーとしてみませんか?（2010年8月13日 マックス・エー）
- AVを見ようと思ったら店員が上原結衣（2010年9月10日 マックス・エー）
- School days（2010年10月22日 マックス・エー）
- 本気でビクビク感じちゃった（2010年11月26日 マックス・エー）
- 部活少女（2010年12月24日 マックス・エー）
- 東京メロメロHEART（2011年1月28日 マックス・エー）
- 中出し(ハート)ナースコール（2011年2月5日 SODクリエイト）
- 妹は僕のいいなり人形（2011年4月21日 SODクリエイト）
- 従順ペット候補生 15（2012年1月20日 プレステージ）
- 働くオンナ2 VOL.20（2012年2月21日 プレステージ）
- 一泊二日、美少女完全予約制。〜上原結衣の場合〜（2012年3月1日 プレステージ）
- 絶対的美少女、お貸しします。（2012年3月13日 プレステージ）
- 初めてのビシャビシャ性感おもらし 上原結衣（2012年6月1日 MOODYZ）
- ドリームウーマンVol.87（2012年7月1日 MOODYZ）
- イクまでピストン止めさせない！！（2012年8月1日 MOODYZ）
- 義妹の性感帯6 怒りの矛先（2012年9月7日 アタッカーズ）
- 家庭内凌辱秘話 嫁を犯す夫の風景（2012年11月7日 アタッカーズ）
- 略奪レイプ 息子の彼女を監禁した父親 上原結衣（2012年12月7日、 アタッカーズ）
- S-Cute Girls 上原志織 滝川かのん 小嶋世奈（2013年10月13日、S-Cute）
- REI（脚フェチ編、痴女編、接吻編、凌辱編）（2013年10月25日、GIGA）※上原志織名義
- ヒロインクリチンポ責め 超神戦隊ムーレンジャー アフロダイピンク 上原志織（2013年12月27日、GIGA）※上原志織名義
- 悪の女幹部 お仕置き凌辱 上原志織（2014年1月10日、GIGA）※上原志織名義
- 誘惑美容室 上原志織（2017年5月5日、ドリームチケット）※上原志織名義

### 海外配信
- Debut Vol.5 （2013年2月9日 カリビアンコム）
- 僕らのマドンナ淫乱OL 上原結衣（2013年4月6日 カリビアンコム）
- ちゅる・ちゅる 上原結衣（2013年5月10日 カリビアンコム）
- 中出しされたアイドル面接 ※上原志織名義（2013年8月31日 カリビアンコム）
- 湯煙中出し温泉旅行 ※上原志織名義（2013年9月18日 カリビアンコム）
- スーパーアイドル野外露出浴衣生姦 ※上原志織名義（2013年10月14日 カリビアンコム）
- タイムファックバンディット 時間よ止まれ 〜リーガルパイ 前編 〜 ※上原志織名義 共演：楓乃々花 桜瀬奈（2014年1月9日 カリビアンコム）[5]
- タイムファックバンディット 時間よ止まれ 〜リーガルパイ 後編 〜 ※上原志織名義 共演：楓乃々花 桜瀬奈（2014年1月10日 カリビアンコム）

## 出演

### テレビ番組
- 桃のささやき #6（2010年9月15日初回放送、MONDO TV）